# マルオアマガサ
マルオアマガサ（丸尾雨傘、学名：Bungarus fasciatus）は、コブラ科アマガサヘビ属に分類されるヘビ。特定動物。別名キイロアマガサ。

## 分布
インドから東南アジアを経て、中国南部にまで生息する。有毒。

## 特徴

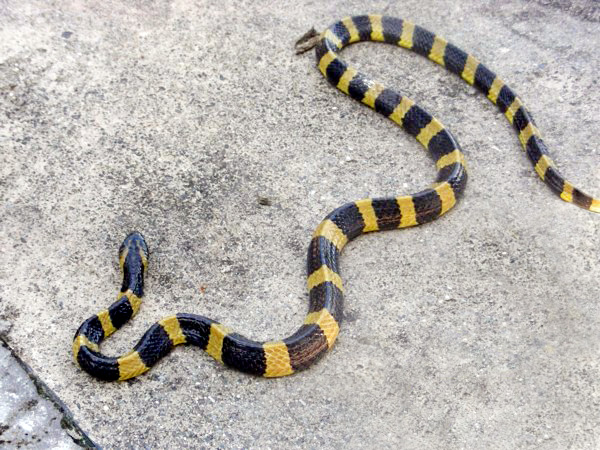
全体像

全長150-230cmで、アマガサヘビ属最大種。体色は黒で、黄色い横帯が入る。背骨が盛り上がっており、背中は三角形に見える。種小名fasciatusは「帯のある、横縞のある」の意。尾が丸みを帯びることが和名の由来。

### 毒
本種は強い神経毒を持つ。その神経毒は学名からブンガロトキシンと名づけられている。アマガサヘビ属の中では毒は弱いが、その大きさゆえに毒量は多い。治療を受けない場合の死亡率は1～10%とされる。

## 生態
平地や低山地の森林、草原、水辺、農地に生息する。夜行性で昼間はネズミの掘った穴や、シロアリの古巣等で休む。食性は動物食で、小型哺乳類、小型鳥類、爬虫類、カエル等を食べるが、特に他のヘビ類を好んで捕食する。繁殖形態は卵生で、6-8月に1回に6-12個の卵を産む。
昼間は物陰でじっとしていることが多く大人しいが、夜間に活動中のものは危険である。

## 利用
本種は肉が美味であるため、広東料理では三蛇のひとつとされ、蛇スープなどの食材として利用されている。中国語では「金環蛇」または「金脚帯」と称される。